# Chittorgarh
Chittorgarh (Hindi: चित्तौड़गढ़ Cittauṛgaṛh; auch Chittaurgarh, kurz Chittor oder Chittaur) ist eine Stadt im indischen Bundesstaat Rajasthan mit rund 120.000 Einwohnern. Sie ist Verwaltungssitz des Distrikts Chittorgarh.

## Lage und Klima
Chittorgarh liegt im Südosten Rajasthans in der Region Mewar, deren ehemalige Hauptstadt sie war, nahe der Grenze zum Nachbarbundesstaat Madhya Pradesh in einer Höhe von ca. 400 m. Die nächstgrößeren Städte sind Bhilwara (54 km nördlich), Udaipur (115 km südwestlich) und Kota (168 km östlich). Jaipur, die Hauptstadt Rajasthans, befindet sich etwa 300 km nordöstlich. Die heutige Stadt erstreckt sich zu Füßen eines etwa 180 m hohen Tafelbergs, auf dem die Festung Chittorgarh liegt, die als flächenmäßig größtes Fort Indiens gilt. Chittorgarh hat einen Bahnhof, ist aber auch mit Bussen gut zu erreichen. Motorrikshas fahren hinauf zum Fort. Das Klima ist warm und eher trocken; Regen (ca. 740 mm/Jahr) fällt nahezu ausschließlich während der sommerlichen Monsunzeit.

## Bevölkerung
| Jahr      | 1991   | 2001   | 2011    |
| Einwohner | 71.569 | 96.219 | 116.406 |

Etwa 81 % der Einwohner sind Hindus, 14 % sind Moslems, 4 % Jains und etwa 1 % gehört anderen Religionsgruppen (Sikhs, Christen, Buddhisten etc.) an. Wie im Norden Indiens üblich, liegt der männliche Bevölkerungsanteil etwa 10 % über dem weiblichen. Man spricht überwiegend Rajasthani (Mewari-Dialekt) und Hindi.

## Wirtschaft
Die städtische Wirtschaftsstruktur basiert in der Hauptsache auf Handwerk, Kleinhandel und Dienstleistungen (Transport, Banken etc.). Der Tourismus spielt – trotz vieler Tagesausflügler – insgesamt eine eher untergeordnete Rolle, da bis gegen Ende des 20. Jahrhunderts gute Hotels fehlten.

## Geschichte
Ausgrabungen lassen auf eine Besiedlung des Ortes bereits im 1. Jahrtausend v. u. Z. schließen. Die erste schriftliche Erwähnung der Festung (garh) von Chittor stammt aus dem Jahre 728. Chittorgarh war – bis zur Gründung von Udaipur – lange Zeit Hauptstadt des Rajputen-Staates Mewar, der im Jahre 1956 in den indischen Unionsstaat eingegliedert wurde.

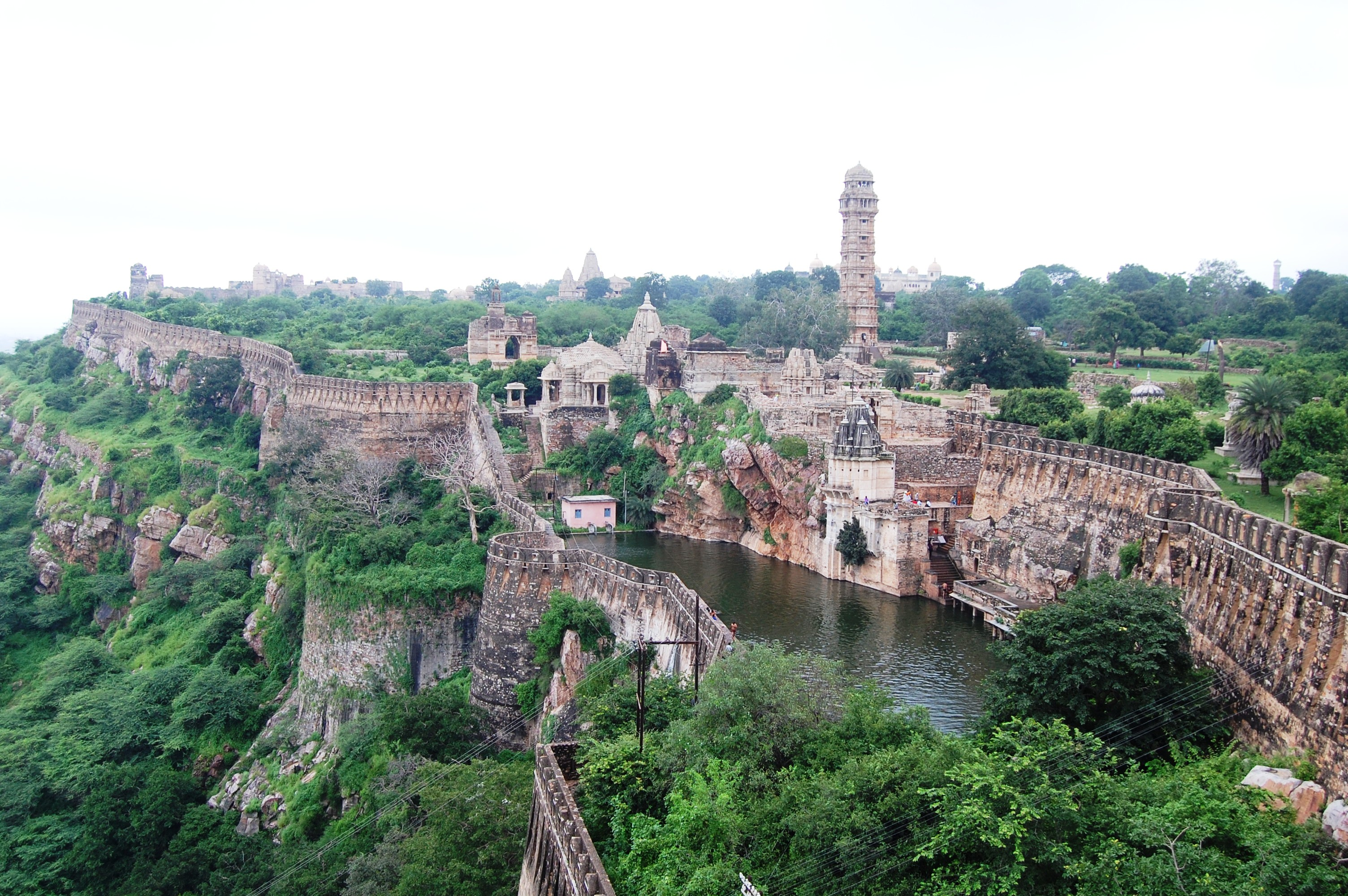
Chittorgarh-Fort

Die Stadt ist in ganz Indien bekannt und berühmt wegen ihres jahrhundertewährenden – in zahllosen Legenden und Geschichten überlieferten – zähen, aber letztlich erfolglosen Widerstands gegen die muslimischen Eroberer: Bereits im Jahre 1303 belagerte der in Delhi residierende Sultan Ala ud-Din Khalji die Festung – angeblich weil er die schöne Prinzessin Padmini zur Frau begehrte. Kurz vor der sich abzeichnenden Eroberung der Stadt begingen die Einwohner Selbstmord (jauhar) – tausende Frauen und Kinder starben auf riesigen Scheiterhaufen, die Männer öffneten die Tore und stürzten sich todesmutig in den aussichtslosen Kampf. Unter Rana Kumbha (reg. 1433–1468) konnte in den 1440er Jahren eine erneute Eroberung der Stadt durch die Armee Mahmud Khiljis, des Sultans von Malwa, abgewendet werden; danach erlebte die Stadt eine Blütezeit. Im Jahre 1535 wurden Stadt und Festung jedoch von den Truppen Bahadur Shahs, des Sultans von Gujarat, erobert und erneut wählten die Frauen den Freitod und die Männer starben in der aussichtslosen Schlacht.
Im Herbst 1567 belagerte der erst 25-jährige, aber bereits seit 11 Jahren regierende Mogulherrscher Akbar I. die starke Festung, die jedoch erst im Februar 1568 nach einer Sprengung der Mauern eingenommen werden konnte. Vorher fand das Jauhar-Ritual der Frauen erneut statt und die Männer starben im Kampf. Bereits vor Beginn der Belagerung hatte der erst 13-jährige Udai Singh II., der spätere Fürst von Mewar, die Stadt verlassen und in Bundi, der Heimatstadt seiner Mutter, und in der Festung Kumbhalgarh Schutz gesucht. Später sollte er die nach ihm benannte Stadt Udaipur als neue Hauptstadt von Mewar gründen.
Die Auseinandersetzungen mit den muslimischen Eroberern – jetzt war es das Mogulreich – gingen jedoch weiter: Im Jahre 1614 verwüstete das Mogul-Heer unter der Führung Jahangirs weite Landstriche Mewars, was den Rana von Udaipur zu einem Friedensschluss zwang, bei dem u. a. festgelegt wurde, dass Chittorgarh niemals wieder aufgebaut werden dürfe.

## Sehenswürdigkeiten

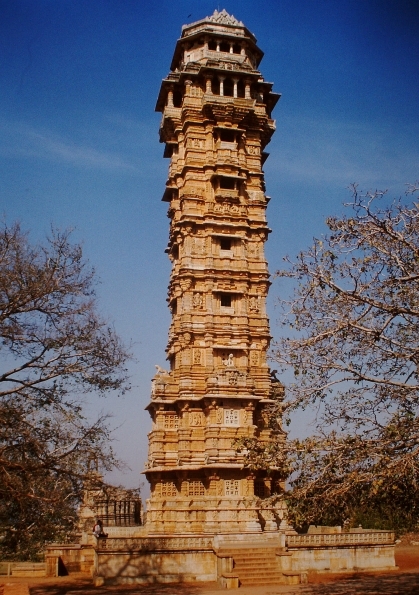
Festung Chittorgarh – Siegesturm 'Vijaya Stambha' (15. Jh.)

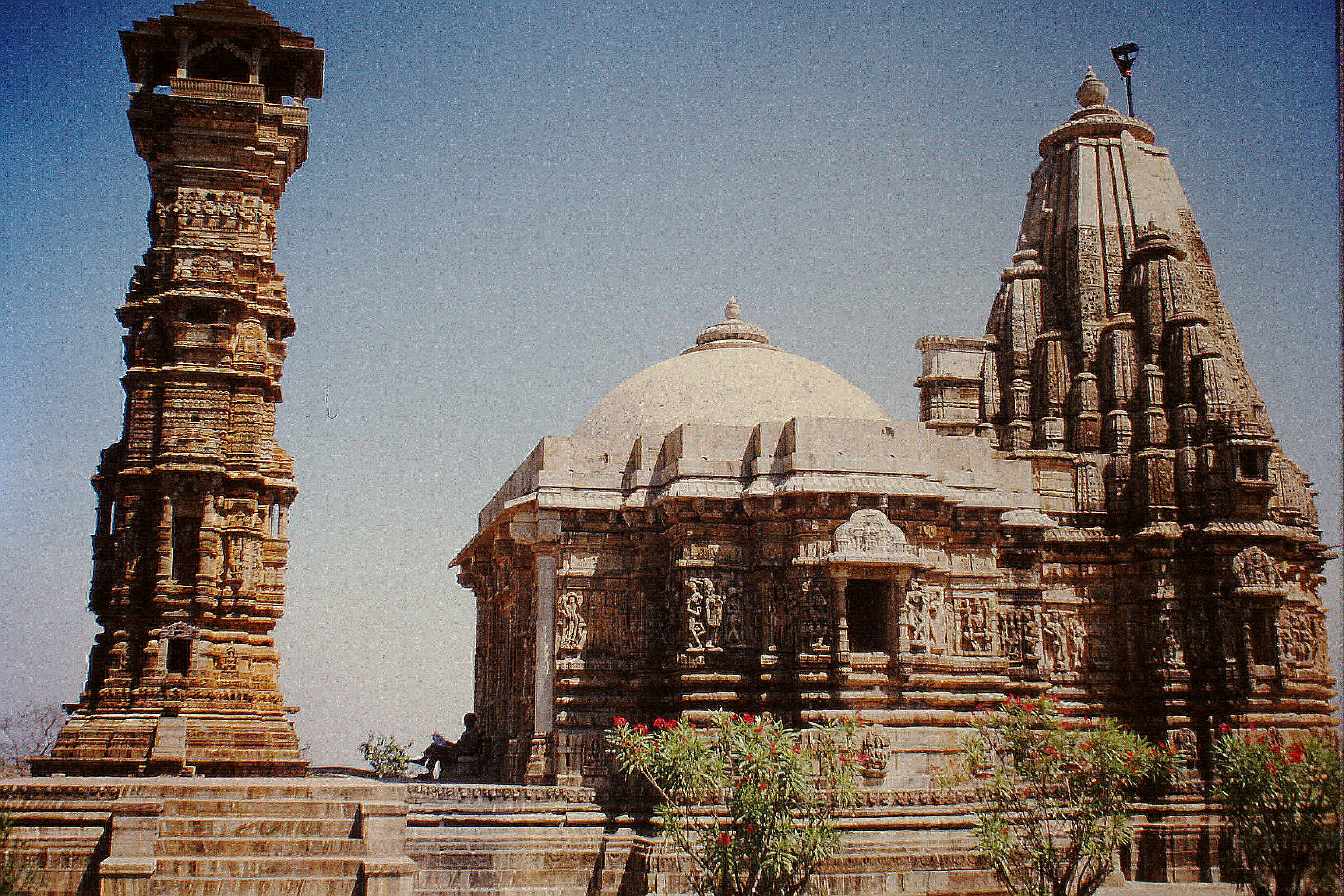
Festung Chittorgarh – Jaina-Siegesturm 'Kirti-Stambha' (13. Jh.) und Mahavira-Tempel (14. Jh.); die Kuppel über der Vorhalle (mandapa) des Tempels entstammt dem 16. Jh.

Alle Sehenswürdigkeiten Chittorgarhs liegen am oder auf dem etwa 2,8 km² großen Festungsberg, der von einer 11 km langen Mauer umgeben ist. Bereits unter den Maurya-Herrschern (d. h. im 3. oder 2. Jh. v. Chr.) wurde der Berg befestigt, erneut dann unter den hier residierenden Rajputen.
ToreDer Weg zur Festung ist mit neun imposanten Toren versehen, die aus hinduistischer Zeit stammen, später aber auch mit islamischen Bau- und Dekorelementen versehen wurden.
Kalika-Mata-Tempel (ca. 700)
Kumbha-Shyama-Tempel (frühes 8. Jh.)Der Tempel wurde wohl nur wenig später begonnen als der Kalika-Mata-Tempel und hat einen ganz ähnlichen Grundriss bestehend aus Sanktumsbereich mit Umgang (pradakshinapatha) und Pfeilervorhalle (mandapa). Die Pfeilerreliefs sind ausgereifter und tiefgründiger gearbeitet. Der Portikus mit einem schönen Torana-Bogen und die Aufbauten (Shikhara-Turm und Vorhallendach) stammen aus dem 15. Jh.
Sati-Ground-Tempel und Ksemankari-Tempel (9. Jh.)Beide Tempel sind teilweise ruiniert und stammen – nach Form und Dekor zu urteilen – aus der Pratihara-Zeit. Sie bestehen nur aus einer Cella mit reichem Außenwanddekor – die offene, von Pfeilern getragene Architektur der beiden älteren Tempel hat sich hier nicht durchgesetzt.
Siegesturm der Jainas Kirti Stambha (13. Jh.)Der sechsgeschossige – wie ein überdimensionierter Pfeiler aussehende – 22 m hohe Turm wurde zu Ehren des ersten Jaina-Tirthankaras Adinath errichtet und ist mit einer Vielzahl von Figuren der Digambara-Sekte („Luftgekeidete“) geschmückt.
Mahavira-Tempel (14. Jh.)Unmittelbar neben der Kirti-Stambha steht der dem historischen Begründer des Jainismus geweihte Mahavira-Tempel aus dem 14. Jh.
Rana-Kumbha-Palast (15. Jh.)Der bereits arg verfallene Palast stammt wohl aus der Zeit Rana Kumbhas, überdeckt aber ältere Strukturen. Er könnte als Vorbild für den City-Palace in Udaipur gedient haben.
Mira Bai-Tempel (15. Jh.)Der Tempel wurde von Rana Kumbha errichtet; später wurde er zu Ehren der Prinzessin und Dichterin Mira Bai umbenannt.
Siegesturm Rana Kumbhas Vijaya Stambha (15. Jh.)Der neungeschossige, ebenfalls pfeilerartige Turm erreicht eine Höhe von ca. 37 m. Außen- und Innenwände sind mit Figurenreliefs aus der Hindu-Mythologie versehen, aber auch alte Graffiti mit Lobpreisungen Allahs sind zu finden.
Padmini-Palace (16.–19. Jh.)Der Palast steht am Rand eines der vielen Wasserbecken ('tanks') im Bereich des Burgbergs und verfällt zusehends. Angeblich soll an dieser Stelle Ala ud-Din Khalji im Wasser das Spiegelbild Padminis gesehen haben.